# برونو كابيلوزا
برونو هنريكي كابيلوزا (بالبرتغالية: Bruno Henrique Cappelozza؛ مواليد 20 مايو 1989) هو مُقاتل فنون قتالية مختلطة برازيلي.